# Bivacco Ernesto Ménabreaz

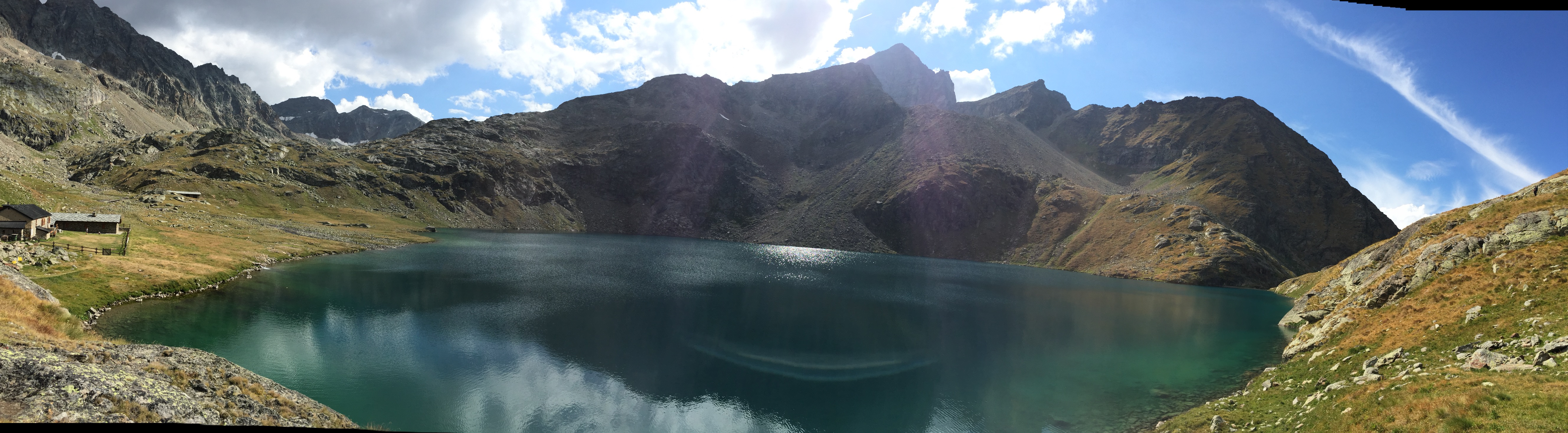
Panorama del Lac d'en bas des Laures con a sinistra il bivacco Ménabréaz

Il bivacco Ernesto Ménabréaz (pron. Menabréa) è situato a 2545 m.s.l.m. sulle sponde del lago Les Laures (Lac d'en bas des Laures), nel comune di Brissogne, in Valle d'Aosta.

## Storia
Fu costruito in origine come casa di caccia dalla famiglia Beck Peccoz, dal barone Egon Beck Peccoz di Gressoney-Saint-Jean, nel 1894. Acquistato dal comune di Brissogne, venne ristrutturato nel 1998 e dedicato al partigiano Ernesto Ménabréaz.

## Informazioni
Aperto tutto l'anno e di libero accesso, è dotato di 9 posti letto.
L'acqua presente nella fontanella all'uscita del bivacco è presa direttamente dal lago, mentre la corrente è prodotta da una centralina idroelettrica posta in un locale adiacente alla struttura.

## Accesso
L'accesso al sito avviene a valle, imboccando a piedi la strada poderale in località Grand-Brissogne e proseguendo per circa 4 ore e mezza.
Da quel punto c'è la possibilità di raggiungere il Lac long, e in seguito il Lac d'en haut des Laures.